# The Kid's No Good
The Kid's No Good és un projecte d'àlbum de Barry Gibb. Barry havia deixat el grup Bee Gees el 1969. L'àlbum presenta arranjaments orquestrals de Bill Shepherd.
Barry Gibb va començar a enregistrar l'àlbum el 15 de febrer de 1970 amb quatre cançons: "I'll Kiss Your Memory", "The Victim", "Moonlight" and "Summer Ends". El 20 de febrer Barry va enregistrar "It's Over" (també anomenada "I Just Want to Take Care of You") i el 22 de febrer, "A Child, A Girl, A Woman", "Mando Bay", "Born", "Clyde O'Reilly" i "Peace in My Mind". El 9 de març va gravar "What's It All About", "This Time" i "The Day Your Eyes Meet Mine" i el 23, "One Bad Thing" i la balada "Happiness".
P.P. Arnold va col·laborar en els cors d'algunes de les cançons.
"I'll Kiss Your Memory" i "This Time" es van presentar en un senzill i no va tenir èxit a les llistes.
Es va decidir no publicar l'àlbum i Barry es va centrar en un nou projecte amb els seus germans. Aquest nou projecte esdevindria l'àlbum de Bee Gees Two Years On, del 1971